# 평촌과학기술고등학교
평촌과학기술고등학교(坪村科學技術高等學校)는 대한민국 경기도 안양시 동안구 호계동에 있는 공립 고등학교이다.

## 학교 연혁
- 1994년 11월 1일 : 평촌공업고등학교 설립 인가
- 1995년 3월 1일 : 초대 송기영 교장 취임
- 1995년 3월 2일 : 평촌공업고등학교 개교 (4개과 10학급) (전자기계과 3학급, 전자통신과 3학급, 전기과 2학급, 디자인과 2학급)
- 1995년 3월 7일 : 제1회 540명 입학
- 1998년 2월 11일 : 제1회 졸업 (402명)
- 2008년 8월 25일 : U-네트워크 학과 특성화고 지정 (디지털정보통신과 → U-네트워크과 3학급)
- 2009년 3월 1일 : 전자기계과 기술사관 사업선정
- 2010년 7월 15일 : 전체학과 특성화 인가(특성화고등학교)
- 2014년 3월 1일 : 학과 개편(전자기계과, 전자통신과, 전기전력과, 산업디자인과)
- 2016년 3월 1일 : 자율학교 지정
- 2020년 3월 1일 : 특성화고 혁신지원사업 운영교 선정(교육부)
- 2020년 9월 1일 : 제8대 김기호 교장 취임
- 2021년 7월 5일 : 학과 개편(전자통신과 3학급 → 스마트전자과 2학급, 전기전력과 3학급 → 스마트전기과 2학급)
- 2023년 1월 6일 : 제26회 졸업(177명, 누계 9,933명)
- 2023년 3월 1일 : 평촌과학기술고등학교 교명 변경 (평촌공업고등학교 → 평촌과학기술고등학교)
- 2023년 3월 2일 : 제29회 입학(입학총원 93명 전자기계과 12명, 스마트전자과 29명, 스마트전기과 26명, 아트앤디자인과 26명)
- 2024년 3월 4일 : 제30회 입학(입학총원 129명 스마트기계과 30명, 스마트전자과 38명, 스마트전기과 32명, 아트앤디자인과 29명)
- 2024년 9월 1일 : 제9대 김광회 교장 취임

## 설치 학과
- 전자기계과
- 스마트전자과
- 아트앤디자인과
- 스마트전기과
- 스마트기계과

## 참고 자료
- 평촌과학기술고등학교 - 한국교육학술정보원 학교알리미